# تورا-سان، عاشق یک هنرمند
تورا سان یک هنرمند را دوست دارد (انگلیسی: Tora-san Loves an Artist) یک فیلم کمدی ژاپنی محصول ۱۹۷۳ به کارگردانی یوجی یامادا است. این فیلم دوازدهمین فیلم از مجموعه محبوب و طولانی‌مدت اوتوکو وا تسورای یو است. کیوشی آتسومی در نقش «توراجیرو کوروما» (تورا-سان) و کیکو کیشی در این فیلم به عنوان «علاقه عشقی توراسان» («مدونا») با نام «ریتسوکو» ظاهر می‌شود.

## موسیقی
موسیقی کلاسیک استفاده شده:
- سوئیت شماره ۱ فا ماژور هندل «موسیقی آب»، HWV 348 (نسخه Roedlich-Halle) شماره ۳ آلگرو
- ۲۴ پیش‌درآمد (شوپن)، اپوس ۲۸ تا شماره ۱۵ «قطره‌های باران»
- موومان چهارم از فرانتس شوبرت پنج‌گانه قزل آلا
- اتود اپ. ۱۰ ، شماره ۳ (شوپن) اثر فردریک شوپن شماره ۳ در ماژور «خداحافظ»